# Vila Formosa (distrito de São Paulo)
Vila Formosa é um distrito situado na Zona Leste do município de São Paulo e pertencente à Subprefeitura de Aricanduva.

## História
Fundado em 1929, a Vila Formosa antes deste ano era parte integrante do Carrão, a família Casa Grande era proprietária de praticamente toda a região que depois passou a pertencer aos irmãos Jacob, de origem libanesa. Foi Miguel Jacob que já em 1920 dava o nome de Formosa a esta faixa da capital, inspirado na antiga denominação da cidade litorânea de Ilhabela.

## Formação
Foi planejado para ter uma urbanização de alto padrão pela Companhia Melhoramento do Brás, ao moldes de outros bairros de sucesso na capital paulista, como o Jardim América, mas a instalação de um aterro sanitário entre as décadas de 1940 e 1950; que mais tarde viria a se tornar o bairro Jardim Anália Franco; retardou este processo.
Atualmente é uma das regiões mais arborizadas do município, contando com mais de cem praças. com uma população de classe média, tendendo mais à classe média alta nas proximidades do Tatuapé e à classe média baixa nas proximidades de Sapopemba. 
Foi no passado um importante núcleo industrial paulistano, sendo que alguns dos galpões desativados deram lugar a núcleos residenciais de alto padrão.
Apresenta o Centro Esportivo, Recreativo e Educativo do Trabalhador (CERET), o qual é um dos maiores parques do município com aproximadamente 286.000 m². popularmente e historicamente o Cemitério de Vila Formosa também está no distrito, porém de acordo com a nova divisão de distritos do município de São Paulo, estabelecida em 1992, o mesmo encontra-se em toda a sua extensão no distrito vizinho do Carrão; é o maior cemitério da América Latina, com cerca de 780 mil metros quadrados.

## Demografia
Evolução demográfica do distrito de Vila Formosa

## Atualidade
Hoje a Vila Formosa é um dos principais distritos com uma valorização extremamente positiva no município de São Paulo. Possui um shopping center que é o ícone comercial do distrito, o Shopping Anália Franco; é o oitavo maior Shopping do Brasil em área construída; e também um dos maiores da capital paulista.
Mesmo possuindo prédios antigos como na Rua Dom Estevão Pímentel Quintas de Portugal, está cercado por prédios com infraestrutura modernas.
O perfil do distrito é de caráter misto, ou seja, residencial e comercial. Possui casas baixo, médio e alto padrão, sendo o mais constante, o médio-padrão. A verticalização é composta por edifícios médio e alto padrão e está presente nos bairros Jardim Anália Franco, Vila Antonina, Jardim Têxtil e Vila Formosa.
Em aspectos sociais, a Vila Formosa possui uma população preta e parda abaixo da média da cidade de São Paulo (tendo 20% de população preta e parda, sendo a média da cidade 37%), segundo o Mapa da Desigualdade de 2022. No entanto, é um dos 20 distritos da cidade com menor número de população em situação de rua e em moradias em situação de favela. Se destaca por ser um dos distritos com o menor índice de violência a comunidade LGBTQIAP+ e faz parte dos distritos com nenhuma ocorrência de feminicídio.

## Bairros
Vila Formosa está dividida em quatorze bairros.
- Capão do Embira
- Chácara Belenzinho
- Jardim Anália Franco
- Jardim Iara
- Jardim Têxtil (parte)
- Parque Cruzeiro do Sul
- Vila Antonina
- Vila Araci
- Vila Cruzeiro
- Vila Formosa
- Vila Guarani
- Vila Mafra
- Vila Matias
- Vila Olinda

## Infraestrutura

### Transporte
Hoje o distrito não possui nenhuma estação de metrô. Localiza-se há exatos 4 km de distância da Praça Doutor Sampaio Vidal, (uma importante referência no distrito), a Estação Carrão do distrito vizinho, Tatuapé.
Desde janeiro de 2020 o Governador João Dória assinou a ordem de serviço para a implantação do projeto de prolongação da Linha 2–Verde que contará com mais 8 estações do Metrô de São Paulo, são elas: Orfanato, Água Rasa, Anália Franco, Vila Fornosa, Guilherme Giorgi, Nova Manchester, Aricanduva e Penha - na qual se interligará à Linha 3–Vermelha e a Linha 11-Coral. No distrito passarão, até 2027, duas estações: Anália Franco e Vila Formosa.
O distrito também é amplamente atendido por linhas de ônibus da SPTrans, em quase toda a sua extensão. são encontradas com mais frequência na Avenida Regente Feijó, Avenida Doutor Eduardo Cotching e Avenida João XVIII. Destinos comuns das linhas do distrito são estações como Tatuapé, Belém e Carrão.

## Distritos limítrofes
- Água Rasa (Oeste)
- Tatuapé (Noroeste)
- Carrão (Norte e Nordeste)
- Aricanduva (Leste)
- Sapopemba (Sudeste)
- São Lucas (Sul)